# Scarus longipinnis
Scarus longipinnis es una especie de peces de la familia Scaridae en el orden de los Perciformes.

## Morfología
Los machos pueden llegar alcanzar los 40 cm de longitud total.

## Distribución geográfica
Se encuentra desde la Gran Barrera de Coral hasta Pitcairn.